# Phthitia digistylus
Phthitia digistylus is een vliegensoort uit de familie van de mestvliegen (Sphaeroceridae). De wetenschappelijke naam van de soort is voor het eerst geldig gepubliceerd in 1992 door Marshall.